# 深江浜出入口
深江浜出入口（ふかえはまでいりぐち）は、兵庫県神戸市東灘区の阪神高速道路5号湾岸線の出入口。
2023年（令和5年）3月1日から、西行、東行ともに入口がETC専用となっている。

## 道路
- 阪神高速5号湾岸線(5-12,5-13)

## 料金所

### 深江浜（東行）料金所
- ブース数：2
  - ETC専用：1
  - サポート：1

### 深江浜（西行）料金所
- ブース数：2
  - ETC専用：1
  - サポート：1

## 周辺
- カインズ神戸深江浜店（新神戸大プール跡地）
- 東部市場
- 兵庫県立東灘高等学校
- 阪神高速3号神戸線
  - 3号神戸線の深江出入口が近くに設置されているが、乗継制度等はない。

## 隣
阪神高速5号湾岸線
(5-11)南芦屋浜出入口 - (5-12,5-13)深江浜出入口 - (5-14)住吉浜出入口